# The Running Man (filme de 1963)
The Running Man (br A Sombra de Uma Fraude) é um filme britânico  de 1963, dos gêneros drama, suspense e policial, dirigido por Carol Reed , roteirizado por John Mortimer, baseado no livro The Ballad of the Running Man de Shelley Smith , com trilha sonora de William Awyn.

## Sinopse
Um piloto simula um acidente e desaparece deixando sua esposa para o encontrar na Espanha com o dinheiro do seguro. 

## Elenco
- Laurence Harvey ....... Rex Black
- Lee Remick ....... Stella Black
- Alan Bates ....... Stephen
- Felix Aylmer .......  Parson
- Eleanor Summerfield ....... Hilda Tanner
- Allan Cuthbertson ....... Jenkins
- Harold Goldblatt ....... Tom Webster
- Noel Purcell ....... Miles Bleeker
- Ramsay Ames ....... Madge Penderby
- Fernando Rey ....... oficial de polícia
- Juanjo Menéndez ....... Roberto (como Juan Jose Menendez)
- Eddie Byrne ....... Sam Crewdson
- Colin Gordon .......  Solicitador
- John Meillon ....... Jim Jerome
- Roger Delgado ....... doutor espanhol

## Literatura
- EWALD FILHO, Rubens – Dicionário de Cineastas – 3ª. Edição – 2002 – Companhia Editora Nacional (ISBN 85-04-00088-5)